# Дельфін озерний
Дельфін озерний, також китайський річковий дельфін або байцзі (лат. Lipotes vexillifer) — водний ссавець підряду зубатих китів, представник нетаксономічної групи річкових дельфінів. З 2006 року вважається вимерлим.
Дельфіна озерного було відкрито 1918 року у прісноводному озері Дунтін, у провінції Хунань (Китай). Це китоподібне білого кольору зі спинним плавцем, схожим на прапорець, через що місцеві жителі називали його «байцзі» (白 鱀). Наукова назва роду Leipo означає «забутий»; видова vexillifer — «той, що несе прапор».
Тривалий час цей вид належав до родини Platanistidae; зараз його виділяють у самостійну родину Lipotidae.

## Зовнішній вигляд
Це світло-блакитно-сірий дельфін з білим черевом. Довжина тіла 1,4 — 2,5 м, маса — 42 — 167 кг. Самки більші за самців. Тіло кремезне. Шия рухлива. Грудні плавники широкі, немов обрубані на кінці. Спинний плавець середньої висоти, пологий, розташовується трохи позаду середини тіла. Виставлений з води, нагадує прапорець. Рострум дуже довгий, вузький, трохи загнутий догори, нагадує журавлиний дзьоб. Дихало овальне, зсунуте вліво. Нижня щелепа біла, на верхній щелепі білий край. Зубів на 2 — 3 пари більше, ніж у сусука (62 — 68 зверху і 64 — 72 знизу). На відміну від інших річкових дельфінів, очі озерного дельфіна сильно редуковані, розташовані високо на голові; зір дуже слабкий. За зовнішнім виглядом найближче до амазонської інії.

## Поширення
Був поширений у центрально-східній частині Китаю у річці Янцзи та нижній течії річки Цяньтан, а також в озерах Дунтинху та Поянху. Рідко спостерігався нижче Нанкіна; лише 1 раз у районі Шанхаю. Спеціальна міжнародна експедиція, що пройшла в листопаді — грудні 2006 року, констатувала, що китайський річковий дельфін, найімовірніше, повністю зник.

## Спосіб життя
Екологія практично не вивчена. Тримаються у гирлах приток, у островів і на мілководді, у каламутній воді, де зір практично не потрібен. Тому ці дельфіни дуже погано бачать та покладаються переважно на ехолокацію. У Янцзи озерні дельфіни випливають на мілководдя лише для полювання за рибою. За способом життя річковий дельфін близький до інії. Спосіб життя денний, вночі відпочивають на ділянках з повільною течією. Живляться переважно дрібною рибою, зокрема вуграми та сомами, яких викопує з донного мулу своїм довгим дзьобом, а також молюсками. Пірнає всього на 10 — 20 секунд. Черепашки молюсків дробить своїми міцними зубами, що мають на широких коренях бічні вирости. Зустрічаються річкові дельфіни зазвичай парами, які іноді збиваються у групи з 3—16 особин, які протягом 5—6 годин тримаються у насичених їжею місцях. Поранений дельфін видає звук, схожий на крик теляти буйвола. Відзначалися сезонні міграції: до озера Дунтинху пізньої осені, у дощовий сезон дельфіни мігрували з озера вгору впадаючими до них річками; у Янцзи влітку при високій воді запливали у дрібні протоки, взимку повертаючись в основне русло річки. Найдовша зафіксована міграція становила понад 200 км. За характером річковий дельфін скритний та полохливий.

### Розмноження
Розмноження практично не вивчено. Мабуть, має сезонний характер. Пік розмноження припадає на лютий — квітень. Вагітність імовірно триває до 11 місяців. Самка народжує одне дитинча довжиною 80 — 90 см раз на 2 роки. Відомо, що дитинчата озерного дельфіна дуже слабкі та практично не вміють плавати, тому попервах самка притримує їх ластами, що спостерігалося й у ряду інших китоподібних. Тривалість лактації невідома; статевої зрілості дельфіни досягають між 3 і 8 роками. Тривалість життя невідома.

## Статус популяції
Китайський річковий дельфін є одним з найрідкісніших ссавців на Землі. З 1996 його статус у Міжнародній Червоній книзі — «вид у критичному стані» (Critically Endangered). До 1900 його чисельність оцінювалася в 3000 — 5000 особин; 1980 — у 400; 1990 — в 200. Останнім часом річкових дельфінів за оцінками залишилося всього 5 — 13 особин, і вид, імовірно, вимре протягом десятиліття.
За даними палеонтологічних розкопок річкові дельфіни мігрували у Янцзи з Тихого океану близько 20 000 років тому. Перша згадка про них належить до часів династії Хань. Традиційно дельфіни були під охороною звичаїв, оскільки древні китайці вважали їх річковими божествами (长江 女神); природних ворогів вони не мають. Сучасний антропогенний тиск, у тому числі випадковий та браконьєрський вилов, загибель від зіткнень з річковими суднами, завдали чисельності дельфінів сильної шкоди. Іншими факторами зменшення чисельності стало сильне хімічне та шумове забруднення Янцзи, споруда дамб та гребель, що перешкоджають міграції, осушення земель, днопоглиблювальні роботи та скорочення кормової бази. Найбільший удар по популяції річкових дельфінів завдала споруда дамби Санься, яка змінила гідрологічний режим Янцзи.
Офіційний захист річкового дельфіна КНР почалася з 1975. З 1979 він оголошений вимираючим видом та національним надбанням; з 1983 полювання на нього була заборонене. (Одна з назв дельфіна — «панда Янцзи».) Проте спроби домогтися утримання та розмноження дельфінів у неволі не вдались. Єдиний екземпляр, самець на прізвисько Qiqi (淇淇), виловлений в озері Дунтинху в 1980, прожив у неволі до 14 липня 2004. Два інші дельфіни, піймані 1996 і 1998 років та розміщені в умови, близькі до природних, прожили всього 1 рік і 1 місяць відповідно.
У 2006 році вид було оголошено «функціонально вимерлим».